# Vene freniche inferiori
Le vene freniche inferiori sono vasi venosi che drenano la faccia inferiore del muscolo diaframma e sfociano come rami parietali all'interno della vena cava inferiore.
Sono in numero di due, una per ciascun lato, e la vena frenica inferiore sinistra presenta frequentemente un ramo discendente che la collega alla vena renale sinistra.